# Karl Friedrich Emil zu Dohna-Schlobitten
Karl Friedrich Emil zu Dohna-Schlobitten (4 de marzo de 1784 - 21 de febrero de 1859) fue un mariscal de campo prusiano.

## Biografía
Dohna-Schlobitten nació en su finca familiar en Schlobitten (en la actualidad Słobity, Polonia) siendo hijo de Alexander zu Dohna-Schlobitten (1741-1810) y Caroline, nacida Finck von Finckenstein (1746-1825).
En 1798 Dohna se unió al Ejército prusiano, donde se encontró con Gerhard von Scharnhorst, con cuya hija Julie (1788-1827) se casó en 1809. Dohna abandonó el Ejército prusiano después de que Prusia tuviera que desplegar tropas de apoyo a la campaña rusa de Napoleón y se unió al Ejército Imperial Ruso. Comandó el 2.º Regimiento de Húsares de la Legión ruso-germana zarista y luchó en Borodino. En 1812 tomó parte en las negociaciones de la Convención de Tauroggen, se reincorporó al Ejército prusiano y comandó el 8.º Regimiento de Ulanos en la batalla de Waterloo.
Dohna fue ascendido a teniente general en 1837 y con su retiro en 1854 a Mariscal de Campo y chambelán real de Federico Guillermo IV de Prusia.
Dohna murió en Berlín, donde vivió después de su retirada y fue enterrado en el Invalidenfriedhof.
Una parte de la fortificación de Königsberg, la Dohna-Turm (Torre-Dohna), donde en la actualidad se localiza un museo de ámbar, fue nombrada en su honor.